# ニューヨーク市立大学ハンター校
ニューヨーク市立大学ハンター校 (ニューヨークしりつだいがくハンターこう、Hunter College of The City University of New York) は、アメリカ合衆国ニューヨーク州ニューヨーク市マンハッタン区にある都市型公立総合大学である。ニューヨーク市立大学システムの一つ。一般に「ハンターカレッジ」または「ハンター」と呼ばれ、主に教育学や、衛生学、看護学、社会福祉学などの学部が著名。

## キャンパス
大学の中核は、マンハッタン区の最高級住宅街であるアッパー・イースト・サイドの68丁目のレキシントン街に位置する。
ニューヨーク市地下鉄に直結した三つの近代的なビルがそのメインキャンパスであり、それらのビルは連絡通路によって相互に行き来可能である。

## 沿革
ハンターカレッジは、1870年創立。アメリカ合衆国で最も古い公立大学の一つである。19世紀当時、アメリカ合衆国を席巻していた師範学校創設の流れにその起源を持つ。校訓は"mihi cura futuri"「将来の心積もりはわが手にあり」。
アイルランド系移民であるトマス・ハンターによって、女子師範高等学校が創立されたのが今日のハンターカレッジの前身であるが、当初は、教員を養成するための女子学校であった。
ニューヨーク州議会によって正式認可され、19世紀後半には、ニューヨーク州において教育者を志す若者のための唯一の師範学校となった。
学校は、能力の秀でた子供たちのための小学校、中高一貫の高等学校を組織の一部に組み入れ、子供たちはそこで教育者になるための訓練を受けたのである。1887年には、幼稚園も併設された。
現在でも、小学校と高等学校は別の場所に存在し、ハンターカレッジ付属高等学校は全米でも有数のエリート校となっている。
トマス・ハンターが学校の初代総長であった間に、ハンターはカレッジは、人種、宗教、民族、経営、政治的な選好に関する中立性、女性に対する高い教育の追求、入学の難度、厳格な研究活動で知られるようになった。
大学の学生人口は飛躍的に拡大し、大学は、ミッドタウン東部に新設されたゴシック建築に、その所在を移したのである。
1888年に、学校はニューヨーク州の制定法に基づき、大学として法人化された。
このことは、学校を二つのキャンパスに分離させるという結果を導いた。
「師範」コースは、州で認可された教員になるための実践的なプログラムであり、「研究者養成」コースは、非教育的職業、または学士号の取得を志す人のためのプログラムとなった。
しかし、1902年に師範コースが排除されて以降、「研究者養成」コースが標準となった。
1914年に師範学校は、初代総長の功績を称え「ハンターカレッジ」となった。
同時に入学者の増大に伴い、大学側は、ブルックリン区、クイーンズ区、スタテン島区にそれぞれ支部を新設する。1920年まで、ハンターは、全米のあらゆる公立大学の中で最大の女性入学者を誇ることになる。
1930年代後半には、ブロンクスにも支部（後のニューヨーク市立大学リーマン校）を設ける。
1964年以降、男性の入学を認め男女共学となり現在に至る。
大学は、女性教育の伝統を堅持し、学生の4分の3は女性である。
現在までに、女性二人のノーベル賞受賞者を輩出している東部の名門大学の一つである。
2010年度は"Best Value Public College By Princeton Review"において全米で1位に輝いている。

## 研究機関
大学内には、プエルトリコ学の研究機関であるCenter for Puerto Rican Studies (CENTRO)がある。

## スポーツ・サークル・伝統
ハンターカレッジは、総合教育研究機関である。世界64カ国からの留学生を含む2万人以上の学生を抱え、そのうちのほぼ5千人は大学院に所属している。
ニューヨーク市立大学システム内で最大の学生数を誇る。

## 主な出身者
- エレン・バーキン - 女優
- ケイコ・バンク - 音楽家、政治家
- エドワード・バーンズ - 俳優、映画監督、脚本家
- ヴィン・ディーゼル - 俳優
- ガートルード・エリオン - ノーベル生理学・医学賞受賞者
- ロザリン・ヤロー Rosalyn Yalow - ノーベル賞受賞者
- ダニエル・シーマン - イスラエル高官